# Kerk van Store Magleby
De Kerk van Store Magleby (Deens: Store Magleby Kirke) is een kerkgebouw in Store Magleby, dat tegenwoordig deel uitmaakt van Dragør, op het zuidelijke deel van het eiland Amager, Denemarken.

## Geschiedenis

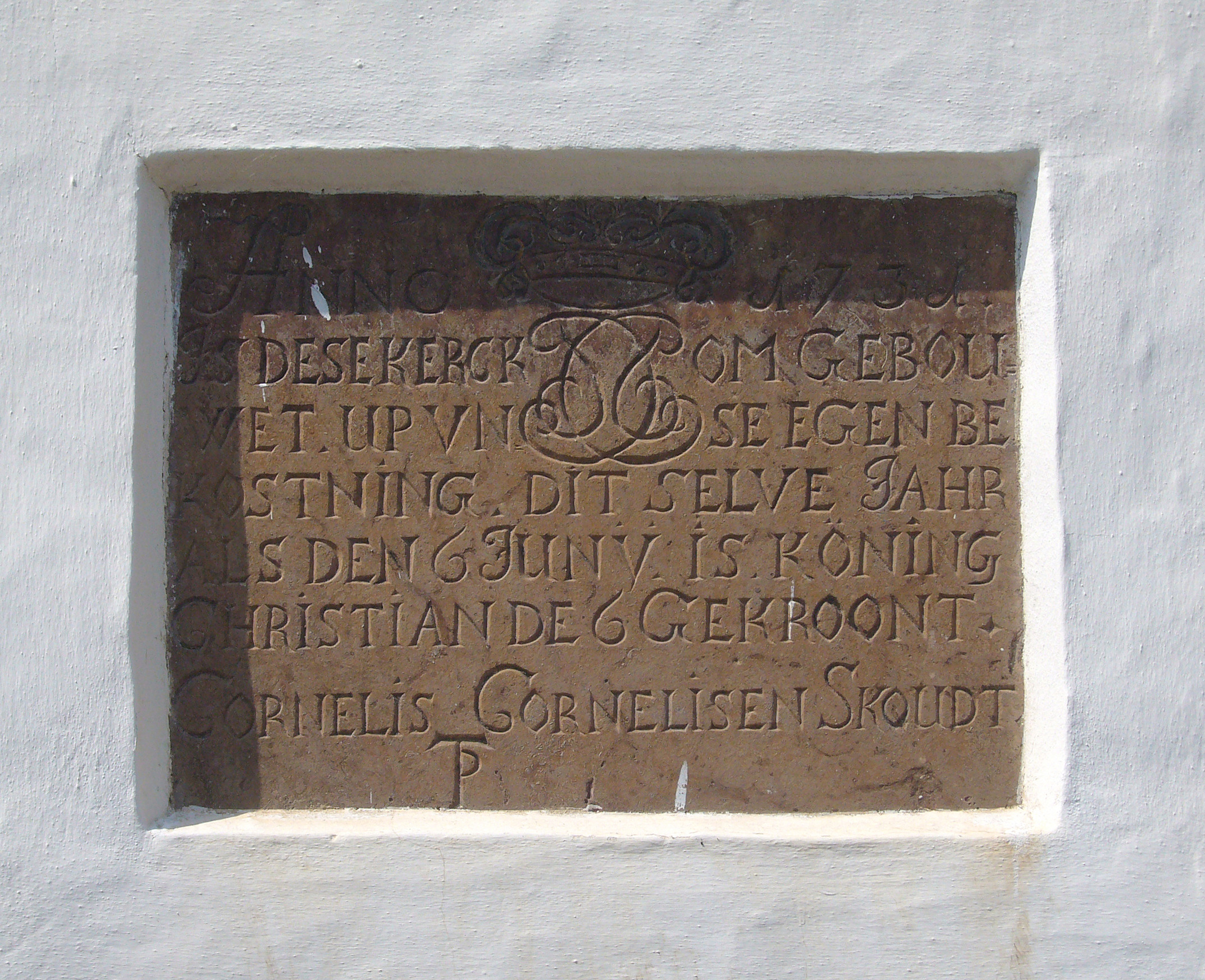
Nederlandstalig opschrift dat herinnert aan de verbouwing van 1611. Tekst: ANNO 1731 IS DESE KERCK OMGEBOUWT UP ONSE EGEN BEKOSTNING DIT SELVE JAHR ALS DEN JUNY IS KONING CHRISTIAN DE 6 GEKROONT CORNELIS CORNELISEN SKOUDT

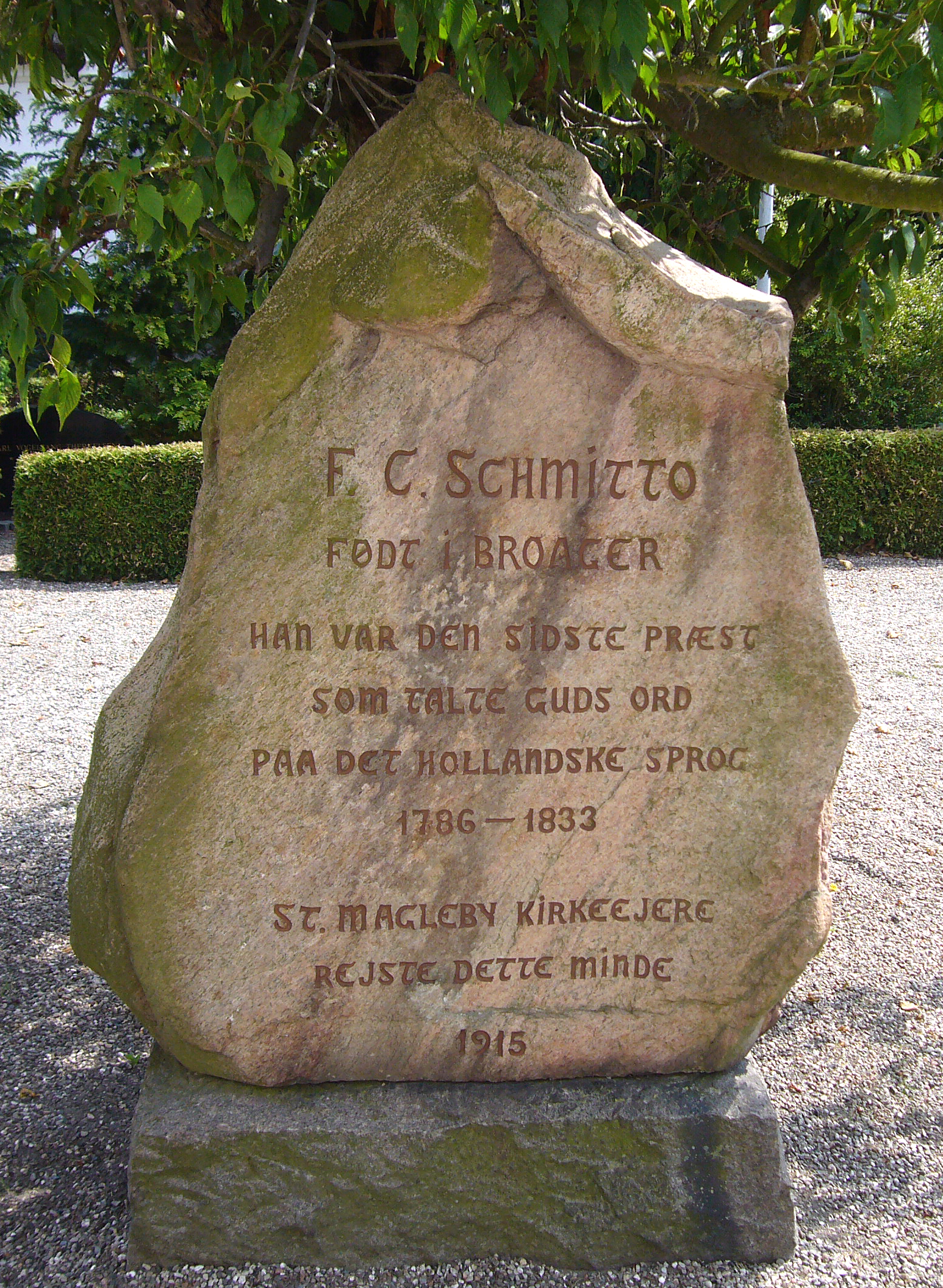
Herdenkingssteen voor de laatste Nederlandstalige predikant

De oorspronkelijke kerk van Store Magleby werd ergens tussen 1193 en 1370 gebouwd. Het kerkgebouw werd door koning Christiaan II van Denemarken aan Nederlandse boeren gegeven, toen zij zich in 1521 vestigden op Amager. De Nederlanders verbouwden en renoveerden de kerk in 1611, waarbij het meeste van de middeleeuwse architectuur verloren ging. Aan deze verbouwing herinnert een zandstenen inschrift in de noordelijke muur.
Store Magleby groeide gestaag, maar het nabijgelegen Dragør, waarvan de bewoners aangewezen waren op de kerk van Store Magleby, maakte in de jaren 1700 een ware bevolkingsexplosie door.
In 1731 werd de kerk opnieuw herbouwd.
Eeuwenlang bleef een met Deense en Duitse woorden vermengd Nederlands de voertaal in de kerk. Vanaf 1735 wisselde het Deens het Nederlands in kerkdiensten af en vanaf 1811 werd er uitsluitend Deens gebezigd. Op oudere grafstenen op het kerkhof zijn nog op meerdere grafstenen de Nederlandse namen van bewoners te lezen.
Tijdens kerkelijke hoogtijdagen dragen de bewoners nog altijd Nederlandse volksdrachten uit de jaren 1600.

## Architectuur
De kerk is niet een typische Deense dorpskerk en zou heel goed in het Nederlandse landschap kunnen passen. Dat heeft te maken met de Nederlandse geschiedenis van het kerkgebouw, hetgeen nog verder wordt versterkt door de Nederlandstalige inscripties in en buiten de kerk.
Het huidige aanzien van de kerk is het resultaat van een grondige verbouwing in 1731. Het kerkschip kent een lengte van 36 meter en een breedte van 16 meter en wordt afgesloten door een driezijdig koor op het oosten. Boven de westelijke afsluiting bevindt zich een eenvoudige dakruiter.

## Inventaris
Het doopvont uit de eerste helft van de jaren 1200 bevond zich waarschijnlijk ook al in de oude kerk van voor 1611. Het zware granieten doopvont is van romaanse stijl en voorzien van ingesneden kruizen en lelies.
Het kruisbeeld, dat hangt aan de muur naast de preekstoel, bezit stilistische kenmerken uit de vroege jaren 1500. Het aan de noordelijke muur hangende altaarstuk dateert uit 1580 en is een zogenaamd catechismusaltaar.
De huidige neogotische omlijsting van het altaar dateert samen met ander kerkmeubilair uit de tijd van de grondige renovatie uit 1855. Ter gelegenheid van het 400-jarig jubileum van het gebouw werd er voor het drieluik een nieuw altaarschilderij vervaardigd door Thomas Kluge. Het betreft een stilleven van een avondmaalstafel met christelijke symbolen als het lam, brood vis en wijn.
De kerk bezit sinds 1855 een orgel. Na meerdere verbouwingen en uitbreidingen van het instrument werd het meest recente orgel in 1986 ingebouwd door de orgelbouwersfirma Jensen & Thomsen. Het bezit 26 registers en 1.780 pijpen.